# Metamynoglenes
Metamynoglenes Blest, 1979 è un genere di ragni appartenente alla famiglia Linyphiidae.

## Distribuzione
Le otto specie oggi note di questo genere sono state rinvenute in Nuova Zelanda.

## Tassonomia
Dal 2002 non sono stati esaminati esemplari di questo genere.
A dicembre 2012, si compone di otto specie:
- Metamynoglenes absurda Blest & Vink, 2002 — Nuova Zelanda
- Metamynoglenes attenuata Blest, 1979 — Nuova Zelanda
- Metamynoglenes flagellata Blest, 1979 — Nuova Zelanda
- Metamynoglenes gracilis Blest, 1979 — Nuova Zelanda
- Metamynoglenes helicoides Blest, 1979 — Nuova Zelanda
- Metamynoglenes incurvata Blest, 1979[3] — Nuova Zelanda
- Metamynoglenes magna Blest, 1979 — Nuova Zelanda
- Metamynoglenes ngongotaha Blest & Vink, 2002 — Nuova Zelanda